# Pupisoma sp. nov. 1
Pupisoma sp. nov. 1 es una especie de molusco gasterópodo de la familia Vertiginidae en el orden Stylommatophora.

## Distribución geográfica
Es  endémica de Nicaragua. 